# Cỗ máy thời gian (phim truyền hình)
Cỗ máy thời gian (tiếng Trung: 尋秦記, tiếng Anh: A Step into the Past, tên khác: Thời đại Chiến Quốc) là bộ phim truyền hình Hồng Kông do TVB sản xuất năm 2001 dựa trên tiểu thuyết Tầm Tần ký của nhà văn Huỳnh Dị. Phim kể về câu chuyện du hành ngược thời gian của một Lực lượng Cảnh sát Hồng Kông thế kỷ 21 trở về thời Chiến quốc của Trung Quốc cách đó 2000 năm. Tại đây anh ta đã tham gia vào nhiều sự kiện lịch sử quan trọng dẫn đến lần đầu thống nhất Trung Hoa của nhà Tần. Bộ phim được phát sóng lần đầu từ ngày 15 tháng 10 tới ngày 7 tháng 12 năm 2001 trên kênh TVB Jade.

## Nội dung
Hạng Thiếu Long là một nhân viên của VIPPU tình cờ được mời tham gia dự án du hành thời gian của doanh nhân Lý Tiểu Siêu để chứng kiến khoảnh khắc Doanh Chính lên ngôi trở thành Tần Thủy Hoàng. Thật không may, khi vào hành trình anh mới phát hiện Doanh Chính thật đã chết. Để tránh gây đau thương cho Triệu Cơ nên đã tạm đưa Triệu Bàn thay thế. Về sau trải qua nhiều biến cố, Triệu Bàn trở nên cuồng bạo và trở thành một Tần Thủy Hoàng thật sự. Hạng Thiếu Long xin rút lui không yểm trợ nữa thì bị truy sát. Khi đến căn hầm có bức vẽ họa chân dung Triệu Nhã (vốn là mẹ ruột của Triệu Bàn) mới được tha. Sau đó, Hạng Thiếu Long lấy vợ trong thời đại này và sinh ra đứa con mang tên Hạng Vũ.

## Diễn viên

### Nhân vật chính
- Cổ Thiên Lạc vai Hạng Thiếu Long: nhân vật chính của truyện. Anh là nhân viên của lực lượng VIPPU sở hữu kỹ năng giao tiếp và sự thông minh. Sau khi chia tay với bạn gái, anh ta đồng ý tham gia dự án du hành thời gian với hi vọng bạn gái sẽ trở về với anh ta. Hạng Thiếu Long sau này ở lại thời Chiến quốc và kết hôn với Cầm Thanh và Ô Đình Phương.
- Lâm Phong vai Triệu Bàn / Doanh Chính: con công chúa Triệu Nhã. Triệu Bàn bị khinh thường và sỉ nhục bởi các công tử khác bởi vì mẫu thân anh ta có hành vi dâm loàn. Triệu Cơ sau này nhầm lẫn Triệu Bàn là con của cô ta sau khi được giải thoát khỏi nước Triệu. Triệu Bàn đến nước Tần với tên là Doanh Chính, một hoàng tử của nước Tần. Doanh Chính trở thành thái tử của nước Tần và sau cùng trở thành hoàng đế Tần Thủy Hoàng.
- Giang Hoa vai Liên Tấn / Lao Ái: một kiếm khách từng làm việc cho Triệu Mục. Liên Tấn bị Hạng Thiếu Long làm bị thương cánh tay phải và phải rời bỏ Triệu Mục. Sau đó Liên Tấn luyện được cách dùng kiếm bằng tay trái và lấy tên là Lao Ái. Lao Ái đến nước Tần và tham gia và cuộc tranh đoạt quyền lực tại nước Tần.
- Quách Thiện Ni vai Tần Thanh / Cầm Thanh: Tần Thanh là bạn gái của Hạng Thiếu Long được bảy năm, nhưng sau đó họ chia tay và kết hôn với người khác. Hạng Thiếu Long đồng ý du hành ngược thời gian với hi vọng cô sẽ trở về với anh ta. Khi đến thời Chiến quốc, Hạng Thiếu Long gặp một cô gái có dung mạo giống với Tần Thanh tên là Cầm Thanh. Cầm Thanh sau này trở thành vợ của Hạng Thiếu Long.
- Tuyên Huyên vai Ô Đình Phương: con gái Ô Ứng Nguyên, một người trung thành với nước Tần. Cô là bạn thân của công chúa Triệu Thiên và sau này trở thành vợ của Hạng Thiếu Long.
- Đằng Lệ Danh vai Thiện Nhu: nữ sát thủ. Cô ta là một sát thủ làm việc cho Mặc gia Tào Thu Đạo. Cô ta là người đầu tiên mà Hạng Thiếu Long gặp khi du hành ngược thời gian.
- Trịnh Tuyết Nhi vai Triệu Thiên: con gái của Triệu vương. Cô là mối tình đầu của Hạng Thiếu Long sau khi Hạng Thiếu Long cứu cô ta khỏi cuộc hôn nhân với thái tử nước Ngụy.
- Lý Tử Hùng vai Triệu Mục: gián điệp của nước Sở làm quan tại nước Triệu.
- Tuyết Lê vai Triệu Nhã: em gái vua Triệu. Bà là mẹ của Triệu Bàn và là bạn thân của Hạng Thiếu Long.

### Nhân vật phụ
- Vương Vĩ Lương vai Triệu Cao

- Diêu Doanh Doanh vai phu nhân Triệu Cơ
- Quách Phong vai Lã Bất Vi
- Trần Quốc Bang vai Lý Tư
- Quách Chính Hồng vai Vương Tiễn
- Hoàng Văn Tiêu vai Đằng Dực
- Hàn Mã Lợi vai Phụng Tỷ
- Lưu Gia Long vai Kinh Tuấn
- Diêu Nhạc Di vai Lã Nương Dung
- Dư Tử Minh vai Trâu Diễn
- Vương Vĩ và Ô Ứng Nguyên
- Thiệu Truyền Dũng vai Ô Đình Uy
- Âu Thoại Vỹ vai Đào Phương
- Quách Đức Tín vai Lộc công
- Lý Long Cơ vai Tần Trang Tương vương
- Đới Chí Vĩ vai Dương Tuyền quân
- Lý Hải Sinh vai Mông Ngao
- Chu Dương vai công tử Thành Kiệu
- Lê Bỉ Đắc vai Triệu Hiếu Thành vương
- Lưu Vĩnh Kiện vai Triệu Đức
- Trần Thiếu Bang vai Triệu Gia
- Cái Minh Huy vai Long Dương quân
- Tằng Vĩ Quyền vai Tín Lăng quân
- Vương Tuấn Đường vai Hiêu Ngụy Mưu
- Bồ Minh Lam vai Ngụy thái tử
- Lưu Gia Huy vai Tào Thu Đạo
- Lý Gia Đỉnh vai Nghiêm Bình
- Trần Vinh Tuấn vai Lao Ái thật
- Trương Trí Hiên vai Doanh Chính giả
- Lê Tuyên vai Thái hậu
- Mã Quốc Minh vai chồng trước của Cầm Thanh
- Ngô Diệc Khiêm vai Hàn Phi
- La Hạo Giai vai Lý Viên
- Dương Gia Nặc vai Hàn Sấm
- Trần Địch Khắc vai chú câm (Ách đại thúc)
- Lâm Kính Cương vai A Cường (Sàn Tử Cường) (tập 1)
- Sở Nguyên vai sếp Vương (tập 1)
- Mạch Trường Thanh vai Mạch Vĩ Kiện (tập 1)
- Đặng Nhất Quân vai Lý Tiểu Siêu (tập 1)
- Liêu Khải Trí vai Ô Hữu (tập 1)
- Nguyên Hoa vai Nguyên Tông (tập 2–3)
- Trương Lôi vai mã tặc Hôi Hồ (tập 3)
- Đàm Quyền Huy vai mã tặc Trường Mao (tập 3)
- Lâm Viễn Nghinh vai mã tặc Đoản Mao (tập 3)
- Vương Quan Trung vai sơn tặc
- Chu Thông vai ông cụ Gia Minh (tập 2)
- Hạ Bình vai bà cụ Uyển Quân (tập 2)
- Vương Hỷ vai tay trống (tập 6)
- Lý Tấn Vĩ vai Hạng Vũ (tập 40)